# Estadio Santiago Bernabéu
Estadio Santiago Bernabéu, kortweg Bernabéu, is het stadion van Real Madrid, in Madrid. Sinds de laatste aanpassingen in 2023 heeft het stadion een capaciteit van 84.744 toeschouwers.    
In oktober 1944 werd gestart met de bouw van het stadion. Op 14 december 1947 werd het stadion ingehuldigd, toen nog onder de naam Nuevo Estadio Chamartin naar het oude stadion van Real Madrid. Op 4 januari 1955 kreeg het stadion de huidige naam ter ere van clubpresident Santiago Bernabéu. Het stadion heeft door de jaren heen een aantal verbouwingen/renovaties ondergaan. De laatste grondige renovatie dateert van 1982, destijds voor het WK voetbal van 1982 in Spanje.
In 2014 legde Real Madrid plannen op tafel om het stadion om te vormen naar een moderne voetbaltempel. Deze plannen werden aanvankelijk door het stadsbestuur afgekeurd. Na aanpassingen kreeg de club in oktober 2016 uiteindelijk een toelating om het stadion te verbouwen. De voetbaltempel kreeg met deze renovatie onder meer een verschuifbaar dak. Het renovatieproject van € 525 miljoen zou aanvankelijk in de zomer van 2017 beginnen, maar begon in 2019. De capaciteit wordt met ongeveer 4000 extra zitplaatsen verhoogd met de toevoeging van een extra laag, waardoor iets meer dan 85.000 zitplaatsen beschikbaar worden. Ook wordt het stadion tien meter hoger. De werkzaamheden zouden aanvankelijk drieënhalf jaar (2019-2022) duren. De COVID-19-pandemie en de Russische invasie in Oekraïne veroorzaakten echter een aanzienlijke verstoring van de toeleveringsketens, waardoor de club de inhuldiging van het stadion uitstelde tot 2024.
Het stadion ligt in het westen van het district Chamartín, aan de belangrijke Madrileense noord-zuid verkeersas Paseo de la Castellana en wordt ook bediend door het gelijknamige metrostation aan metrolijn 10 van de metro van Madrid.

## Belangrijke evenementen

### WK/EK interlands
| №  | Datum        | Wedstrijd                 | Uitslag | Competitie                | Toeschouwers |
| -- | ------------ | ------------------------- | ------- | ------------------------- | ------------ |
| 1  | 17 juni 1964 | Spanje – Hongarije        | 2 – 1   | EK 1964 1e ronde          | 34.713       |
| 2  | 21 juni 1964 | Spanje – Sovjet-Unie      | 2 – 1   | Finale EK 1964            | 79.115       |
| 3. | 28 juni 1982 | Engeland – West-Duitsland | 0 – 0   | WK 1982 2e Groepsfase (B) | 90.089       |
| 4. | 2 juli 1982  | Spanje – West-Duitsland   | 1 – 2   | WK 1982 2e Groepsfase (B) | 90.000       |
| 5. | 5 juli 1982  | Spanje – Engeland         | 0 – 0   | WK 1982 2e Groepsfase (B) | 75.000       |
| 6. | 11 juli 1982 | Italië – West-Duitsland   | 3 – 1   | Finale WK 1982            | 90.000       |

### Andere belangrijke wedstrijden
| Datum       | Wedstrijd                        | Uitslag | Competitie         | Toeschouwers |
| ----------- | -------------------------------- | ------- | ------------------ | ------------ |
| 30 mei 1957 | Real Madrid – Fiorentina         | 2 – 0   | Finale Europacup 1 | 125.000      |
| 28 mei 1969 | AC Milan - AFC Ajax              | 4 – 1   | Finale Europacup 1 | 50.000       |
| 28 mei 1980 | Nottingham Forest – Hamburger SV | 1 – 0   | Finale Europacup 1 | 50.000       |